# Новокіжингинськ
Новокіжингинськ (рос. Новокижингинск) — село (з 1977 по 2003 — селище міського типу) Кіжингинського району, Бурятії Росії. Входить до складу Сільського поселення Новокіжингинськ.
Населення — 1668 осіб (2015 рік).